# Daniel Colman
Daniel Alan „Dan“ Colman (* 11. Juli 1990 in Holden, Massachusetts) ist ein professioneller US-amerikanischer Pokerspieler.
Colman hat sich mit Poker bei Live-Turnieren knapp 29 Millionen US-Dollar erspielt. Er gewann 2014 das Super High Roller der European Poker Tour, das Big One for One Drop der World Series of Poker sowie das Alpha8 der World Poker Tour.

## Persönliches
Colman stammt aus Holden in Massachusetts. Er lebt in Rio de Janeiro.

## Pokerkarriere

### Werdegang
Colman spielt online unter den Nicknames mrGR33N13 (PokerStars) und riyyc225 (Full Tilt Poker) und erzielte bis Juni 2017 auf diesen Plattformen mit Cash Games einen Profit von knapp 250.000 US-Dollar. Seit 2008 nimmt er auch regelmäßig an renommierten Live-Turnieren teil.
Im September 2010 war der Amerikaner erstmals bei einem Event der World Series of Poker (WSOP) im Rio All-Suite Hotel and Casino am Las Vegas Strip erfolgreich und belegte bei der in London ausgetragenen WSOP Europe bei einem Six-Handed-Turnier der Variante No Limit Hold’em den 14. Platz für umgerechnet rund 10.000 US-Dollar Preisgeld. Im September 2011 cashte er zum ersten Mal beim Main Event der World Poker Tour (WPT) in Atlantic City und erhielt für seinen zehnten Platz mehr als 50.000 US-Dollar. Im April 2014 gewann Colman das Super High Roller der European Poker Tour (EPT) in Monte-Carlo mit einer Siegprämie von über 1,5 Millionen Euro. Bei der WSOP 2014 belegte der Amerikaner den dritten Platz bei der Heads-Up Championship für über 100.000 US-Dollar und spielte anschließend das Big One for One Drop, das einen Buy-in von einer Million US-Dollar erforderte. Dort setzte er sich gegen 41 andere Spieler durch und gewann das finale Heads-Up gegen den Kanadier Daniel Negreanu. Dafür erhielt Colman eine Siegprämie von über 15 Millionen US-Dollar sowie ein Bracelet. Da der Amerikaner nach seinem Erfolg keine Reaktion zeigte und sich nicht über das gewonnene Geld zu freuen schien, gab es viel Kritik von den Medien, auf die er rund einen Monat später via Twitter mit den Worten „I am actually 100% certain in who I am.“ antwortete. Mitte Juli 2014 erreichte Colman beim ersten im Aria Resort & Casino am Las Vegas Strip ausgetragenen Aria Super High Roller den Finaltisch und beendete das Turnier als Dritter für knapp 800.000 US-Dollar. Beim Super High Roller der EPT in Barcelona landete er nur einen Monat später auf dem zweiten Platz für knapp 850.000 Euro. Ende August 2014 gewann der Amerikaner das Main Event der Seminole Hard Rock Poker Open in Hollywood mit einer Siegprämie von knapp 1,5 Millionen US-Dollar. Anfang Oktober 2014 entschied er auch das Alpha8 in London für sich und erhielt dafür weitere 950.000 US-Dollar. Vom Card Player Magazine wurde Colman anschließend mit dem Player of the Year Award 2014 ausgezeichnet. Im Februar 2015 erhielt er bei den American Poker Awards in Beverly Hills ebenfalls die Auszeichnung als Spieler des Jahres 2014, da er über das Jahr hinweg die meisten Punkte im Global Poker Index gesammelt hatte. Ende Juni 2015 wurde der Amerikaner Dritter beim High Roller for One Drop der WSOP 2015 und erhielt dafür über 1,5 Millionen US-Dollar. Anfang Januar 2016 landete er bei der Triton Poker Series auf den Philippinen auf dem sechsten Platz für rund 500.000 US-Dollar Preisgeld. Bei der ersten Austragung der PokerStars Championship erreichte Colman beim Super-High-Roller-Event im Januar 2017 auf den Bahamas den Finaltisch und beendete das Turnier auf dem dritten Platz für 760.000 US-Dollar. Im Februar 2017 gewann er auf den Philippinen ein Event der Triton Series für rund 470.000 US-Dollar. Sein bis dato letztes Preisgeld sicherte sich der Amerikaner im Dezember 2017 beim WPT-Main-Event im Hotel Bellagio am Las Vegas Strip.

### Preisgeldübersicht

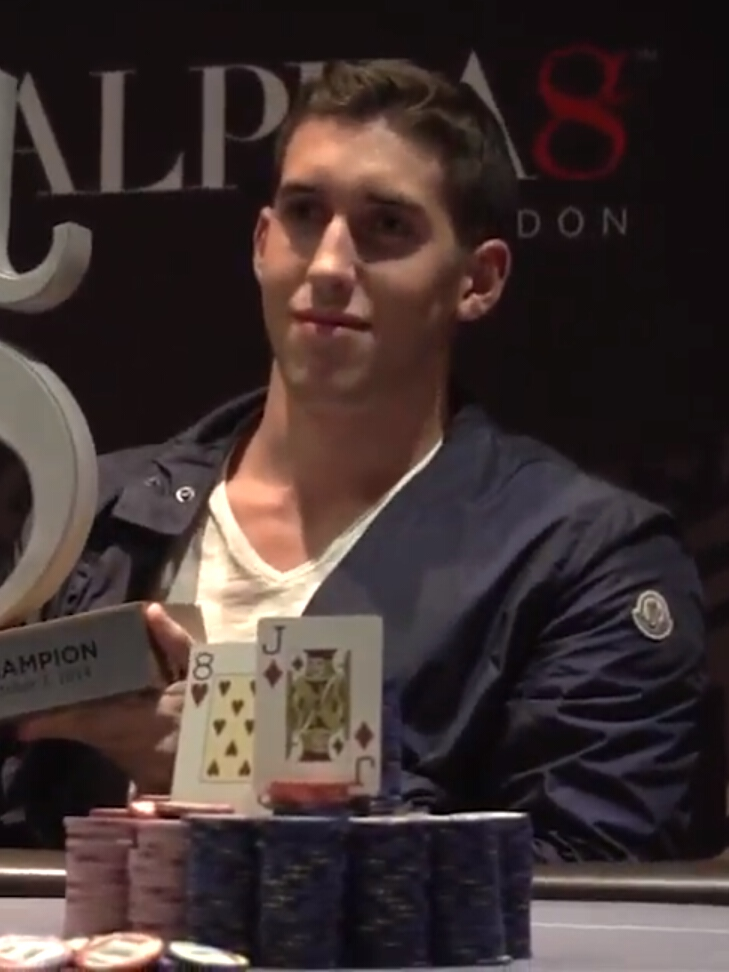
Colman nach seinem Sieg beim Alpha8 in London (2014)

| Jahr   | Preisgeld (in $) | Turniersiege |
| ------ | ---------------- | ------------ |
| 2008   | 23.275           | 0            |
| 2009   | 8.155            | 0            |
| 2010   | 26.132           | 0            |
| 2011   | 229.344          | 0            |
| 2012   | 13.293           | 0            |
| 2013   | 194.000          | 0            |
| 2014   | 22.389.481       | 4            |
| 2015   | 1.854.121        | 0            |
| 2016   | 1.301.756        | 0            |
| 2017   | 2.885.502        | 3            |
| gesamt | 28.925.059       | 7            |